# نونو سانتوس
نونو سانتوس (بالبرتغالية: Nuno Miguel Gomes dos Santos‏) (13 فبراير 1995 بتروفا في البرتغال - ) هو لاعب كرة قدم برتغالي في مركز جناح ‏. شارك مع منتخب البرتغال تحت 16 سنة لكرة القدم ومنتخب البرتغال تحت 17 سنة لكرة القدم ومنتخب البرتغال تحت 18 سنة لكرة القدم ومنتخب البرتغال تحت 19 سنة لكرة القدم ومنتخب البرتغال تحت 20 سنة لكرة القدم ومنتخب البرتغال تحت 21 سنة لكرة القدم. أما مع النوادي، فقد لعب مع نادي بنفيكا وS.L. Benfica B ‏.

## وصلات خارجية
- نونو سانتوس على موقع الاتحاد الأوربي (الإنجليزية)
- نونو سانتوس على موقع قاعدة بيانات كرة القدم.إي يو (الإنجليزية)
- نونو سانتوس على موقع Soccerway.com (الإنجليزية)
- نونو سانتوس على موقع عالم كرة القدم.نت (الإنجليزية)
- نونو سانتوس على موقع AS.com (الإسبانية)